# Притча про зерно гірчичне
При́тча про зерно́ гірчи́чне — це притча яку розповів Ісус Христос, маючи на увазі що Царство Боже подібне до гірчичного зерна. Притча описана у Євангелії від Луки 13:18-19, від Марка 4:30-32 та від Матвія 13:31-32.

## Оригінальний текст
|  | І сказав Він: До чого прирівняємо Царство Боже? Або в якій притчі представим його? Воно як те зерно гірчичне, яке, коли сіється в землю, найдрібніше за всі земні насіння. Як посіяне ж буде, виростає, і стає над усі зілля більше, і віття пускає велике таке, що кублитись може в тіні його птаство небесне. |

|  | Він же промовив: До чого подібне Царство Боже, і до чого його прирівняю? Подібне воно до гірчичного зерна, що взяв чоловік і посіяв його в своїм саді. І воно виросло, і деревом стало, і кублилось птаство небесне на віттях його. |

|  | Іншу притчу він подав їм, кажучи: “Царство Небесне подібне до зерна гірчиці, що його взяв чоловік та й посіяв на своїм полі. Воно, щоправда, найменше з усіх зерен; але як виросте, стає найбільшим з усієї городини, і навіть стає деревом, так що птаство небесне злітається і гніздиться на його гілках |

### Пояснення
Цю притчу можна розуміти так, що християнський рух, який започаткував Ісус, розпочався з маленького гірчичного зерна. Він невпинно швидко розростається, набуває авторитету і популярності серед народу. Навіть невіруючі («птахи») з різних причин прагнуть угніздитися під прикриттям християнства, на його гілках. Можливо, птахи символізують не зло, а духовне процвітання й багатство, характерне для християнства. Поки це не відомо, бо Ісус цієї притчі не пояснив, а якщо й пояснив Своїм учням, то євангелісти не записали цієї інтерпретації. Контраст між маленьким гірчичним зерном і великою рослиною може символізувати контраст між непомітним і мало відомим нам, таємничим Царством Божим, про яке люди дізналися зі слів Ісуса Христа і цією величністю, красою і багатством Царства Божого, яке побачать ті, хто увійде до Царства Божого за свої заслуги у земному житті. Вони довідаються, що Царство Боже неперевершене і не має жодного аналога серед земних царств. Не слід ототожнювати також Царство Боже зі Святою Церквою.
Небесне птаство, мабуть, колоритно символізує цю незрівнянну велич Царства Божого, а можливо, птаство символізує тих язичників та юдеїв, котрі прийняли християнство і потраплять до Царства Божого. Отже, притча про гірчичне зерно алегорично віддзеркалює взаємозв'язок між тим, що люди знають про Царство Боже і його справжньою барвистою мальовничістю та величчю.